# David Frankfurter
David Frankfurter, född 9 juli 1909, död 19 juli 1982), var en kroatisk jude som i februari 1936 i Davos, Schweiz mördade Wilhelm Gustloff, ledaren för den schweiziska grenen av nazistpartiets utlandsavdelning NSDAP/AO. Frankfurters motiv var att hämnas på Gustloffs och nazistpartiets antisemitiska aktivitet i Schweiz, då han hade tvingats flytta från Tyskland efter att judar förbjöds att studera på universitet.
Frankfurter dömdes till 18 års fängelse och utvisning för mord. Strax efter andra världskrigets slut i Europa fick han parlamentarisk benådning och släpptes. När han lämnade fängelset firade sympatiska folkmassor honom som en hjälte.

## Bakgrund
Frankfurter föddes i en judisk familj i Daruvar i dåvarande Kungariket Kroatien-Slavonien. Hans far Mavro Frankfurter var rabbin i Daruvar och senare överrabbin i Vinkovci, dit familjen Frankfurter flyttade 1914. Frankfurter var ett sjukligt barn och led av en obotlig periostit som han genomgick sju operationer för mellan 6 och 23 års ålder. Han tog gymnasieexamen med höga betyg, varefter han började studera medicin. Hans far övertalade honom att flytta till Tyskland för att studera tandvård, först till Leipzig och 1931 till Frankfurt.

## Mordet på Gustloff
Under sin tid som student i Tyskland såg Frankfurter med sina egna ögon hur nazisterna kom till makten och införde antisemitiska förordningar. När tyska universitet började förbjuda judar flyttade han 1934 till Bern i Schweiz för att kunna fortsätta sina studier. Under denna period vann den nazistiska rörelsen mark hos de lokala tyskarna och tysktalande schweizarna under Wilhelm Gustloffs ledarskap. 
Efter att Gustloff bland annat beordrat distributionen av Sions vises protokoll i Schweiz beslöt sig Frankfurter 1936 för att mörda honom. Frankfurter köpte en revolver och hittade Gustloffs adress i telefonboken. Den 4 februari samma år gick han till hans hem, där Gustloffs fru Hedwig visade Frankfurter in i arbetsrummet och bad honom vänta eftersom hennes man talade i telefon.
Efter detta gick Gustloff in från det angränsande rummet till sitt kontor. Där såg han Frankfurter, som satt mitt emot en bild på Adolf Hitler, dra sin revolver, varefter han sköt Gustloff fem gånger: i huvudet, halsen och bröstet. Frankfurter lämnade efter detta lokalen och förberedde sig på att begå självmord, men bestämde sig istället för att överlämna sig själv till polisen.
Mordet på Gustloff fick stor publicitet i hela Europa, särskilt på grund av Joseph Goebbels nazistiska propaganda. På grund av en rädsla för en internationell bojkott av vinter- och sommar-OS, som skulle hållas i Tyskland samma år, förbjöd Adolf Hitler en omedelbar hämnd mot Tysklands judar vid mordets tidpunkt. Trots detta krävde en artikel på Völkischer Beobachters förstasida Frankfurters avrättning.
Gustloff fick en martyrroll inom den nazistiska rörelsen. Hans mord användes i propaganda och fungerade, tillsammans med Herschel Grynszpans mord på den tyske diplomaten Ernst vom Rath, som förevändning för Kristallnatten 1938. Trots att majoriteten i Schweiz sympatiserade med Frankfurter valde den schweiziska regeringen att väcka åtal utan hänsyn till lindrande omständigheter. Frankfurter dömdes till 18 års fängelse med efterföljande utvisning för mord.
När andra världskriget tog slut ansökte Frankfurter om benådning av parlamentet den 27 februari 1945. Den schweiziska pressen var överväldigande för nåd, som beviljades den 17 maj, med 78 röster mot 12. Han var dock fortfarande tvungen att lämna landet och betala skadestånd och rättegångskostnader för sitt fall. När Frankfurter lämnade fängelset firade sympatiska folkmassor honom som en hjälte.

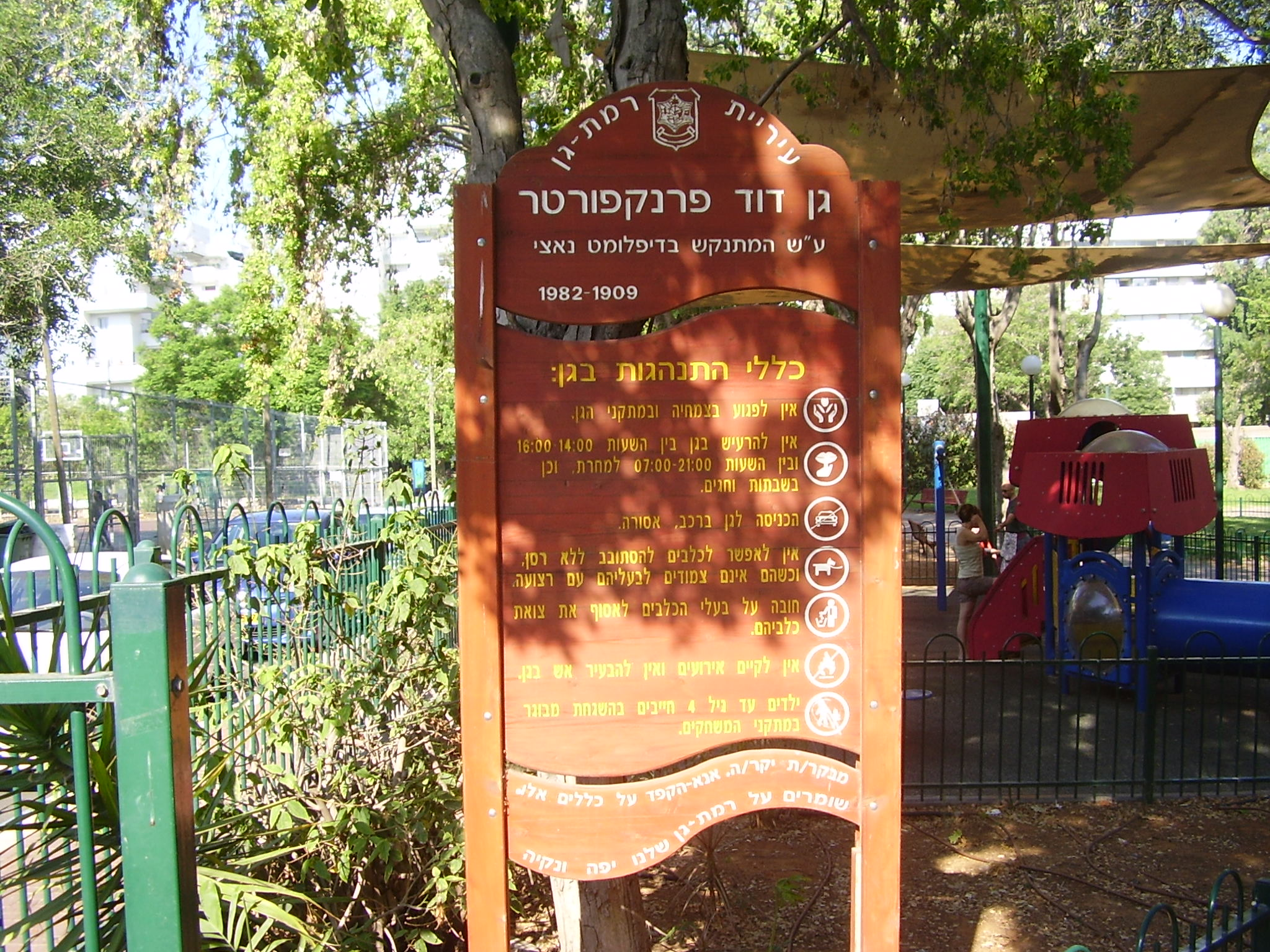
David Frankfurter-trädgården i Ramat Gan.

Efter sin frigivning från fängelset migrerade Frankfurter till det brittiska Palestinamandatet. Kantonsparlamentet i Graubünden upphävde utvisningen 1969, 24 år efter mordet. Frankfurter dog i Ramat Gan den 19 juli 1982, 73 år gammal.

## Böcker och filmer
Flera böcker skrevs om Gustloff-mordet. Frankfurter publicerade själv två memoarer, Rache (Hämnd) och The First Fighter against Nazism. Den schweiziska filmen Assassination in Davos (1975) redogör också för mordets skeende. En stor del av filmen består av Frankfurters rättegång. Filmen avslutas med dokumentärklipp om David Frankfurter under sin period som bosatt i Israel.

## Källförteckning
1. 1 2  SNAC, SNAC Ark-ID: w6hb3chb, läs online, läst: 9 oktober 2017.[källa från Wikidata]
2. 1 2  s. 11, läs online.[källa från Wikidata]
3. ↑  läs online, maps.arcanum.com .[källa från Wikidata]
4. ↑  läs online, www.juedischesmuseum.de .[källa från Wikidata]
5. 1 2  Katalog der Deutschen Nationalbibliothek, Deutsche Nationalbibliotheks katalog-id-nummer: 118836250, läst: 17 juli 2021.[källa från Wikidata]
6. ↑  s. 36, läs online.[källa från Wikidata]
7. ↑  Alan Riding (8 april 2003). ”Still Intrigued by History's Shadows; Günter Grass Worries About the Effects of War, Then and Now” (på engelska). New York Times. https://www.nytimes.com/2003/04/08/books/still-intrigued-history-s-shadows-gunter-grass-worries-about-effects-war-then.html?pagewanted=all&src=pm. Läst 24 mars 2024.
8. 1 2 3  ”David Frankfurter Leaves Swiss Jall; Greeted by Crownds on His Way to Freedom” (på amerikansk engelska). Jewish Telegraphic Agency. 20 mars 2015. https://www.jta.org/archive/david-frankfurter-leaves-swiss-jall-greeted-by-crownds-on-his-way-to-freedom.
9. 1 2 3 4  Josip Šarčević (3 oktober 2007). ”David Frankfurter” (på kroatiska). Hrvatski Povijesni Portal (Miljenko Hajdarović). ISSN 1846-4432. Arkiverad från originalet den 25 februari 2013. https://web.archive.org/web/20130225101215/http://povijest.net/v5/zivotpis/hr-zivotopisi/2007/david-frankfurter. Läst 5 februari 2013.
10. ↑  ”I Kill a Nazi Gauleiter:Memoir of a Jewish Assassin”. Commentary Magazine. 1 februari 1950. https://www.commentary.org/articles/david-frankfurter/i-kill-a-nazi-gauleitermemoir-of-a-jewish-assassin/.
11. ↑  Otto D. Tolischus (7 februari 1936). ”NAZIS URGE SWISS TO EXECUTE KILLER; Hitler's Paper Demands Death Penalty for Gustloff's Slayer, but Berne Law Bars It. PROTEST RALLIES IN REICH Party Orders Those Engaging in Anti-Semitic Violence Be Expelled on the Spot.” (på engelska). New York Times. ISSN 0362-4331. https://www.nytimes.com/1936/02/07/archives/nazis-urge-swiss-to-execute-killer-hitlers-paper-demands-death.html. Läst 28 mars 2024.
12. ↑  ”Shooting of Dr. Gustloff. Swiss Murder Trial Ending. Verdict to-morrow. Berne and Nazi Agitation.”. The Observer:  s. 29. 13 december 1936. https://www.newspapers.com/article/the-observer-13-dec-1936-frankfurter/66280590/. Läst 28 mars 2024.
13. ↑  ”Swiss Cantonal Council Meets Today to Act on Freeing of David Frankfurter” (på amerikansk engelska). Jewish Telegraphic Agency. 20 mars 2015. https://www.jta.org/archive/swiss-cantonal-council-meets-today-to-act-on-freeing-of-david-frankfurter.
14. ↑  ”Swiss Cantonal Council Votes to Release David Frankfurter from Prison” (på amerikansk engelska). Jewish Telegraphic Agency. 20 mars 2015. https://www.jta.org/archive/swiss-cantonal-council-votes-to-release-david-frankfurter-from-prison.
15. ↑  ”David Frankfurter, Who Killed Swiss Nazi Leader, Pardoned; Served Nine Years”. JTA Daily News Bulletin (Jewish Telegraphic Agency). 18 maj 1945. http://pdfs.jta.org/1945/1945-05-18_113.pdf. Läst 8 januari 2022.
16. ↑  ”Frankfurter, David”. yadvashem.org. https://collections.yadvashem.org/en/about/o5862. Läst 28 mars 2024.